# Плаун
Плау́н, или Ликопо́диум (лат. Lycopódium) — род растений семейства Плауновые (Lycopodiaceae).

## Название
Научное латинское название рода образовано от греч. λύκος (волк) и πόδι (нога), то есть буквально — «волчья лапа».

## Ботаническое описание

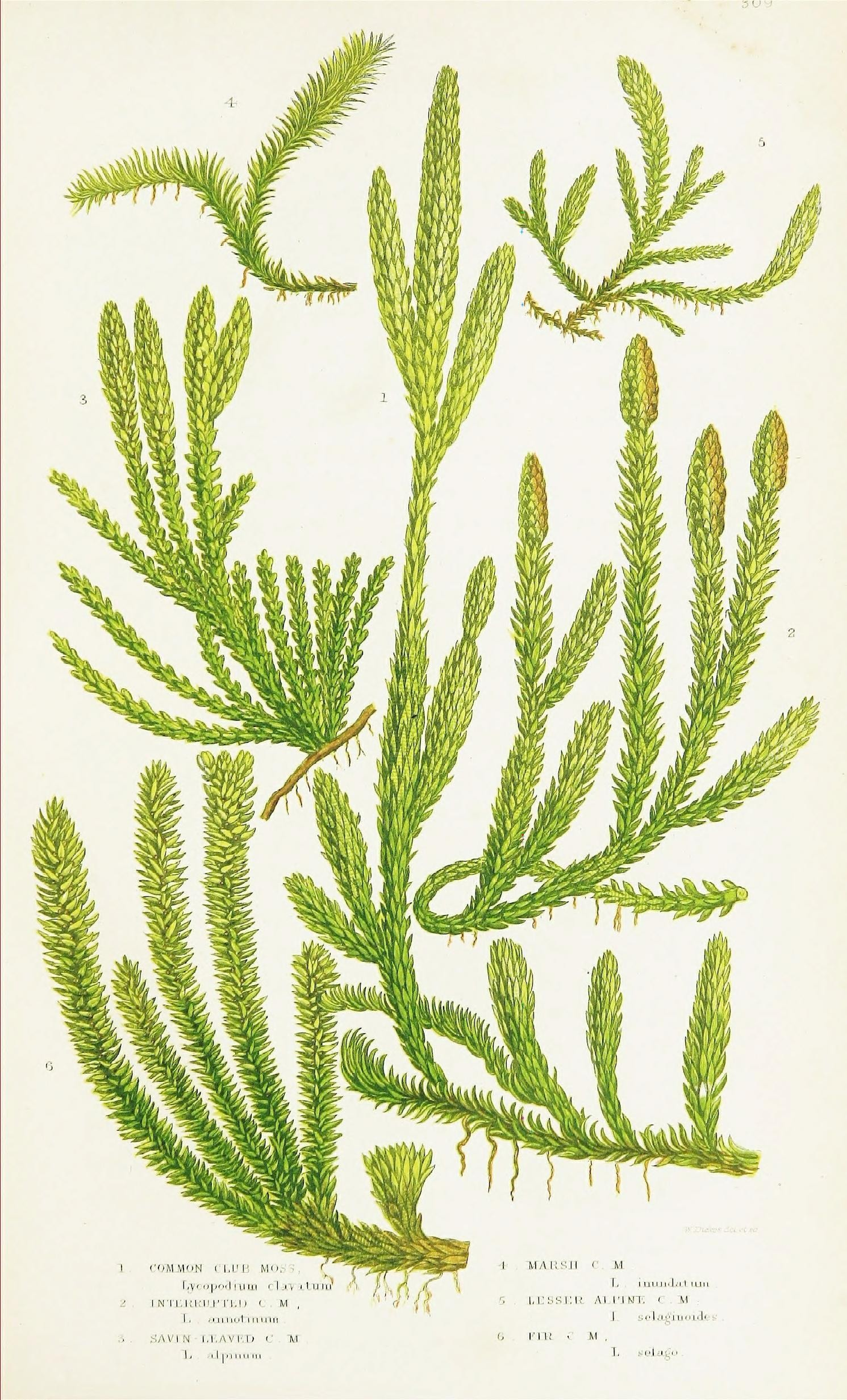
Некоторые виды плауна. Ботаническая иллюстрация Анны Пратт из книги «The ferns of Great Britain, and their allies the club-mosses, pepperworts, and horsetails», 1855

Вечнозелёные многолетние травянистые растения, большей частью с дихотомическим ветвлением.
Побеги ползучие с приподнимающимися ветвями.
Листья очерёдные или в мутовках, от линейных до ланцетовидных.
Спорофиллы в плотных стробилах. Споры прорастают через три — восемь лет после высыпания. Гаметофит сапрофитный, с микоризой, развивается от 2 до 16 лет.

## Распространение и среда обитания
Род содержит несколько десятков видов, широко представленных от тундры до тропиков, преимущественно в Северном полушарии.
Размножение спорами и вегетативное — укоренением ветвей, выводковыми почками, клубеньками.
Для некоторых видов характерно образование куртин в виде «ведьминых колец».

## Практическое значение
Виды плаунов используют как лекарственные, красильные, косметические и декоративные растения.
В научной медицине применяют споры (обычно плауна булавовидного) — прежде в России их называли ликоподий, или плаунное семя — для приготовления детских присыпок, пересыпания пилюль. Споры содержат до 50 % жирного невысыхающего масла, алкалоиды, фенольные кислоты, белки, сахара, минеральные соли. Наравне со спорами этого вида используют споры плаунов годичного и сплюснутого.
Заготовку спор производят в конце лета — начале осени, после пожелтения спороносных колосков. Колоски срезают ножницами или острым ножом, обычно в сырую погоду, складывая в мешочки из плотной ткани, затем высушивают на открытом воздухе и просеивают через мелкое сито для отделения спор.
В народной медицине споры плаунов применяют как заживляющее средство для засыпки ран, ожогов, обморожений, при экземах, фурункулах, лишаях, рожистых воспалениях. Стебли используют при заболеваниях мочевого пузыря, печени, дыхательных органов, при недержании мочи, болях в желудке, при геморрое, диспепсиях и ревматизме.
Побеги плауна-баранца применяются как рвотное, слабительное средство, для лечения хронического алкоголизма и табакокурения. Всё растение плауна-баранца содержит ядовитый алкалоид селягин, поэтому лечение должно проводиться под наблюдением врача.
В ветеринарии применяют плауны сплюснутый и баранец, для лечения поноса у коров. Отвар из побегов имеет также и инсектицидное действие, им моют животных (коров, коней, овец, свиней) для защиты от паразитов.
В косметологии плауны применяют при фурункулёзе и против облысения.
Споры также применяют в металлургии для обсыпания форм при фасонном литье — при сгорании их образуется слой газов, препятствующих прилипанию изделия и придающих металлу гладкую поверхность.
В пиротехнике споры иногда добавляют в составы бенгальских огней.
Играл важную роль в Пещном действе.
Стебли всех видов плауна дают синюю краску, пригодную для окрашивания тканей.

## Виды
Род включает 70 видов.
- Lycopodium alboffii Rolleri
- Lycopodium alticola Ching
- Lycopodium annotinum L. — Плаун годичный, вид умеренной зоны
- Lycopodium arcturi (Herter) C.V.Morton
- Lycopodium berggrenii (Nessel) Herter
- Lycopodium casuarinoides Spring
- Lycopodium centrochinense Ching
- Lycopodium chrysocaulos Hook. & Grev.
- Lycopodium clavatum L. typus — Плаун булавовидный, вид умеренной зоны
- Lycopodium complanatum L. — Плаун сплюснутый
- Lycopodium confertum Willd.
- Lycopodium cryptomerianum Maxim.
- Lycopodium dendroideum Michx.
- Lycopodium dubium Zoëga
- Lycopodium erectum Phil.
- Lycopodium gayanum J.Rémy & Fée
- Lycopodium helveticum L.
- Lycopodium hickeyi W.H.Wagner, Beitel & R.C.Moran
- Lycopodium hippuris E.Desv. ex Poir.
- Lycopodium interjectum Ching & H.S.Kung
- Lycopodium japonicum Thunb.
- Lycopodium juniperistachyum Hayata
- Lycopodium jussiaei Desv. ex Poir.
- Lycopodium lagopus (Laest. ex C.Hartm.) Zinserl. ex Kuzen.
- Lycopodium magellanicum (P.Beauv.) Sw.
- Lycopodium minchegense Ching
- Lycopodium montanum Underw. & F.E.Lloyd
- Lycopodium multispicatum J.H.Wilce
- Lycopodium neopungens H.S.Kung & Li Bing Zhang — Плаун колючий
- Lycopodium nummularifolium Blume
- Lycopodium obscurum L. — Плаун тёмный
- Lycopodium paniculatum Desv. ex Poir.
- Lycopodium pseudoclavatum Ching
- Lycopodium pulcherrimum Hayata
- Lycopodium reflexum (P.Beauv.) Sw.
- Lycopodium schwackei (H.Christ) Herter
- Lycopodium simulans Ching & H.S.Kung
- Lycopodium sintenisii (Herter) Maxon ex C.Chr.
- Lycopodium staudtii C.D.Adams & Alston
- Lycopodium suffruticosum (Alderw.) Herter
- Lycopodium taliense Ching
- Lycopodium thyoides Humb. & Bonpl. ex Willd., вид умеренной зоны
- Lycopodium veitchii H.Christ
- Lycopodium vestitum Desv. ex Poir.
- Lycopodium wightianum Grev. & Hook.
- Lycopodium yueshanense C.M.Kuo
- Lycopodium zonatum Ching

Некоторые виды ранее относимые к плаунам, но теперь помещаемые в другие роды
- Lycopodium juniperoides Sw. — Плаун можжевельниковый = Dendrolycopodium juniperoideum (Sw.) A.Haines, 2003
- Lycopodium selago L. — Плаун-баранец = Huperzia selago (L.) Bernh. ex Schrank & Mart., 1829